# Cmentarz żydowski w Kopciowie

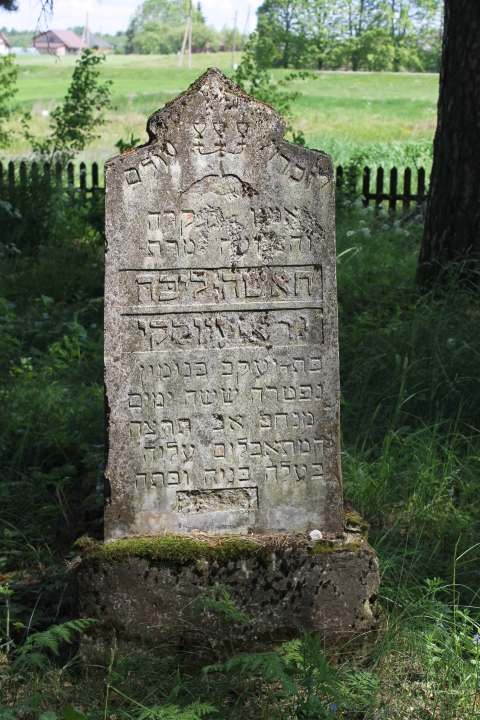
Jesna z zachowanych macew

Cmentarz żydowski w Kopciowie na Litwie – data jego powstania pozostaje nieznana, zajmuje on powierzchnię około dziesięciu arów, na której zachowało się kilkadziesiąt całych macew, oraz fragmenty kilkudziesięciu dalszych. Na terenie kirkutu znajduje się skromny obelisk ustawiony współcześnie. Teren nekropolii pozostaje nieogrodzony.